# Каратобе (Жарминський район)
Каратобе́ (каз. Қаратөбе) — село у складі Жарминського району Абайської області Казахстану. Адміністративний центр Каратобинського сільського округу.
Населення — 473 особи (2021; 598 у 2009, 917 у 1999, 1357 у 1989).
Національний склад станом на 1989 рік:
- казахи — 76 %

До 1993 року село називалося Терентьєвка.